# Спрингдейл (Арканзас)
Спрингдейл (англ. Springdale) — город, расположенный в округах Вашингтон и Бентон (штат Арканзас, США) с населением в 66 881 человек по статистическим данным переписи 2007 года. Спрингдейл является четвёртым по численности населения городом в штате.
В городе расположена штаб-квартира транснациональной корпорации Tyson Foods. Возможность занятости в этой компании привлекла в город значительное число выходцев с Маршалловых островов, которые могли селиться в США благодаря соглашению об ассоциации. Общее число лиц маршалльского происхождения в окрестностях Спрингдейла в Северо-Западном Арканзасе оценивают в 15 тысяч человек. В 2008 году здесь как в месте компактного расселения наибольшего числа маршалльцев Маршалловы острова открыли своё генеральное консульство.

## География
Город Спрингдейл расположен на высоте 403 метра над уровнем моря.
Согласно данным Бюро переписи населения США город Спрингдейл имеет общую площадь в 81,07 квадратных километров, водных ресурсов в черте населённого пункта не имеется.

## История
Дважды подряд (2017, 2018) город был награждён премией All-America City Award (с англ. — «Всеамериканский город») присуждаемой Национальной гражданской лигой, которую неофициально называют «Нобелевской премией за конструктивное гражданство» и которая выдается за активную гражданскую позицию жителей некорпоративных сообществ Соединённых Штатов в жизни местного самоуправления.

## Демография
По данным переписи населения 2000 года в Спрингдейле проживало 45 798 человек, 11 853 семьи, насчитывалось 16 149 домашних хозяйств и 16 962 жилых дома. Средняя плотность населения составляла около 565 человек на один квадратный километр. Расовый состав Спрингдейла по данным переписи распределился следующим образом: 81,62 % белых, 0,82 % — чёрных или афроамериканцев, 0,94 % — коренных американцев, 1,69 % — азиатов, 1,55 % — выходцев с тихоокеанских островов, 2,29 % — представителей смешанных рас, 11,09 % — других народностей. Испаноговорящие составили 19,66 % от всех жителей города.
Из 16 149 домашних хозяйств в 38,8 % — воспитывали детей в возрасте до 18 лет, 58,2 % представляли собой совместно проживающие супружеские пары, в 10,5 % семей женщины проживали без мужей, 26,6 % не имели семей. 22,0 % от общего числа семей на момент переписи жили самостоятельно, при этом 8,6 % составили одинокие пожилые люди в возрасте 65 лет и старше. Средний размер домашнего хозяйства составил 2,80 человек, а средний размер семьи — 3,26 человек.
Население города по возрастному диапазону по данным переписи 2000 года распределилось следующим образом: 29,0 % — жители младше 18 лет, 10,7 % — между 18 и 24 годами, 31,4 % — от 25 до 44 лет, 18,7 % — от 45 до 64 лет и — в возрасте 65 лет и старше. Средний возраст жителей составил 31 год. На каждые 100 женщин в Спрингдейле приходилось 98,5 мужчин, при этом на каждые сто женщин 18 лет и старше приходилось 96,4 мужчин также старше 18 лет.
Средний доход на одно домашнее хозяйство в городе составил 36 729 долларов США, а средний доход на одну семью — 42 170 долларов. При этом мужчины имели средний доход в 27 822 доллара США в год против 21 082 доллара среднегодового дохода у женщин. Доход на душу населения в городе составил 16 855 долларов в год. 8,8 % от всего числа семей в округе и 12,5 % от всей численности населения находилось на момент переписи населения за чертой бедности, при этом 16,7 % из них были моложе 18 лет и 7,9 % — в возрасте 65 лет и старше.

## Экономика
Экономика штата Арканзас исторически была основана на сельском хозяйстве и птицеводстве. В последние десятилетия в штате наблюдался рост и диверсификация экономики.
На промышленность города благоприятно влияет расположение в нём штаб-квартиры американской транснациональной корпорации, работающей в пищевой промышленности, Tyson Foods, входящей в список Fortune 500. Несмотря на влияние трудностей американской экономики после 2008 года, экономика Спрингдейла развивалась лучше, чем в среднем по штату Арканзас и Соединенным Штатам в целом.
Спрингдейл имеет мощную птицеводческую промышленность полного цикла. В том числе крупные инкубаторы и перерабатывающие заводы, принадлежащие и управляемые компаниями Tyson Foods, Cargill и George’s. Так как Tyson Foods и George’s находятся в городе, в Спрингдейле также работает множество административного, исполнительного и обслуживающего персонала. В городе также есть производства компании Apex Tool Group, Ball Corporation, Brunner & Lay, Dayco Products и Pratt & Whitney. Развитый промышленный сектор выгодно отличает город от других четырёх крупных городов северо-запада Арканзаса.